# Raabau
Raabau ist eine Ortschaft in der Stadt Feldbach mit 594 Einwohnern (Stand 1. Jänner 2024) im Südosten der Steiermark im Bezirk Südoststeiermark.
Mit 1. Jänner 2015 wurde Raabau im Rahmen der Gemeindestrukturreform in der Steiermark mit den Gemeinden Auersbach, Feldbach, Gniebing-Weißenbach, Gossendorf, Leitersdorf im Raabtal und Mühldorf bei Feldbach fusioniert. Die neue Gemeinde führt den Namen „Feldbach“ weiter.

## Geografie
Raabau liegt rund 38 Kilometer östlich von Graz und etwa drei Kilometer nordöstlich der Bezirkshauptstadt Feldbach im Steirischen Vulkanland. Durch Raabau fließt der aus Schützing kommende Schützingbach, der sich knapp südlich von Raabau in die Raab ergießt.

## Kultur und Sehenswürdigkeiten

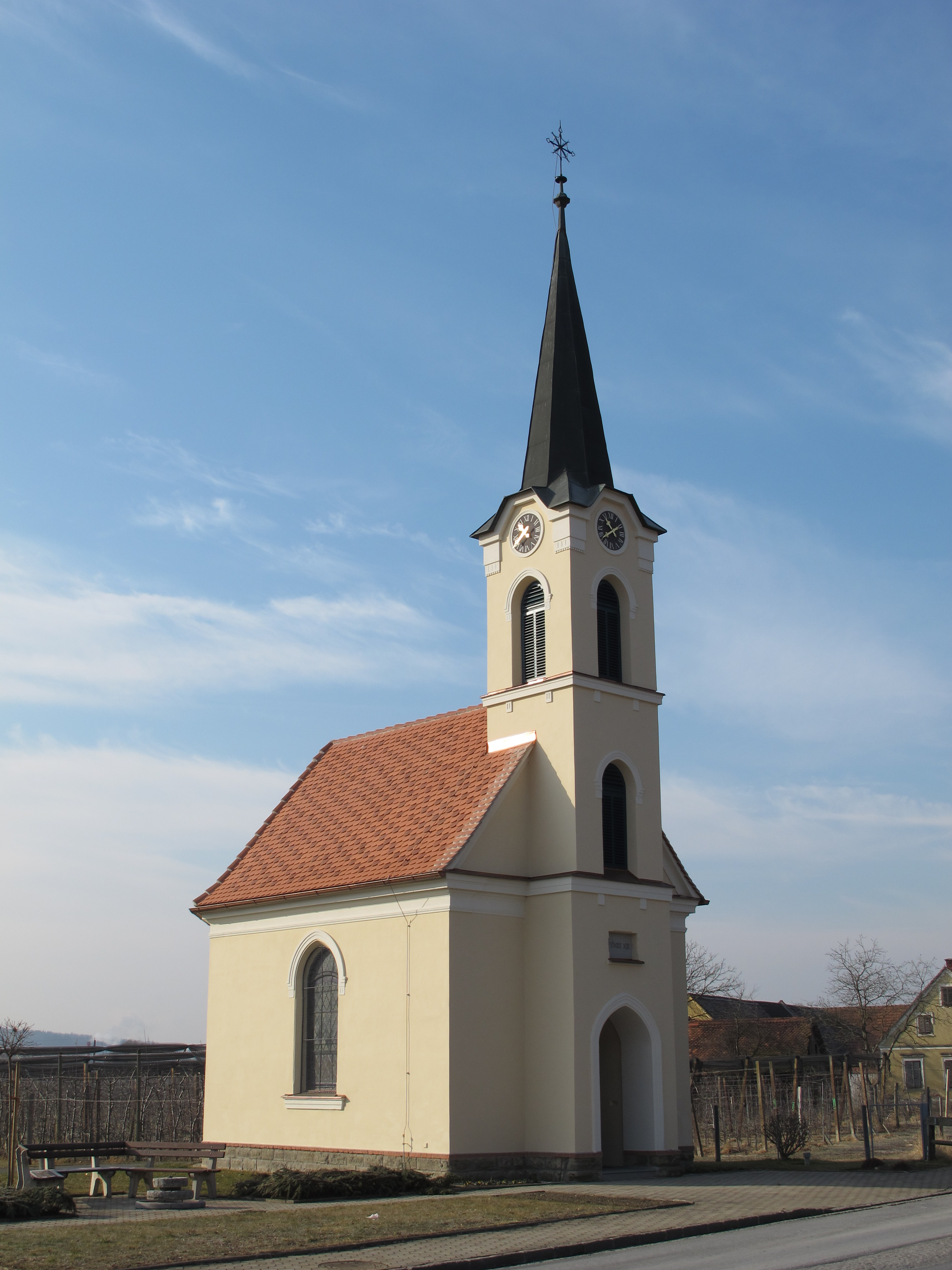
Kapelle Raabau

- Ortskapelle Raabau
- Bauernhaus mit Presshaus

## Politik
Der Gemeinderat bestand bis Ende 2014 aus neun Mitgliedern und setzte sich mit der Gemeinderatswahl 2010 aus Mandaten der folgenden Parteien zusammen:
- 7 ÖVP – stellte Bürgermeister und Vizebürgermeister
- 2 SPÖ

## Wappen
Die Verleihung des Gemeindewappens erfolgte mit Wirkung vom 1. Oktober 2003.

Wappenbeschreibung:
„In silbernem schwarz damaszierten Schild ein natürlicher Eisvogel, einer gestümmelten grünen Maisstaude aufsitzend.“